# ديفيد إي. كوبر
ديفيد إي. كوبر (بالإنجليزية: David E. Cooper)‏ هو فيلسوف بريطاني، ولد في 1 أكتوبر 1942.